# George Poulin
George Vincent Poulin – selon la source, son prénom s'écrit Georges  ou George  – dit Skinner (né le 17 septembre 1887 à Smiths Falls, en Ontario, Canada - mort le 3 mai 1971 à Saskatoon, en Saskatchewan, Canada) est un joueur professionnel de hockey sur glace des années 1910-1920. Il a joué pour les Canadiens de Montréal dans l'Association nationale de hockey et les Aristocrats de Victoria dans l'Association de hockey de la Côte du Pacifique. Il était membre de la formation originale des Canadiens en 1909-1910 et participa à la première partie de l'équipe le 5 janvier 1910.  Poulin a gagné la coupe Stanley avec les Canadiens en 1916,.

## Statistiques
| Saison    | Équipe                  | Ligue   |                         | Saison régulière        | Saison régulière        | Saison régulière        | Saison régulière        | Saison régulière |   | Séries éliminatoires | Séries éliminatoires | Séries éliminatoires | Séries éliminatoires | Séries éliminatoires |
| Saison    | Équipe                  | Ligue   | PJ                      | B                       | A                       | Pts                     | Pun                     | PJ               | B | A                    | Pts                  | Pun                  |                      |                      |
| 1904-1905 | Smiths Falls Mic-Macs   | OHA Jr  | Données non disponibles | Données non disponibles | Données non disponibles | Données non disponibles | Données non disponibles |                  |   |                      |                      |                      |                      |                      |
| 1905-1906 | Smiths Falls Mic-Macs   | AHO     | Données non disponibles | Données non disponibles | Données non disponibles | Données non disponibles | Données non disponibles |                  |   |                      |                      |                      |                      |                      |
| 1906-1907 | Smiths Falls Mic-Macs   | AHO     | 4                       | 19                      | 0                       | 19                      | -                       | 3                | 4 | 0                    | 4                    | 0                    |                      |                      |
| 1907-1908 | Portage la Prairie      | Man-Pro | 15                      | 14                      | 0                       | 14                      | -                       | -                | - | -                    | -                    | -                    |                      |                      |
| 1908-1909 | Winnipeg Maple Leafs    | Man-Pro | 4                       | 7                       | 3                       | 10                      | 18                      | -                | - | -                    | -                    | -                    |                      |                      |
| 1908-1909 | Winnipeg Maple Leafs    | Man-Pro | 4                       | 5                       | 1                       | 6                       | 0                       | -                | - | -                    | -                    | -                    |                      |                      |
| 1909-1910 | Professionnels de Galt  | OPHL    | 2                       | 2                       | 0                       | 2                       | 3                       | -                | - | -                    | -                    | -                    |                      |                      |
| 1910      | Canadiens de Montréal   | ANH     | 12                      | 8                       | 0                       | 8                       | 53                      | -                | - | -                    | -                    | -                    |                      |                      |
| 1910-1911 | Canadiens de Montréal   | ANH     | 14                      | 3                       | 0                       | 3                       | 59                      | -                | - | -                    | -                    | -                    |                      |                      |
| 1912      | Aristocrats de Victoria | PCHA    | 16                      | 9                       | 0                       | 9                       | 48                      | -                | - | -                    | -                    | -                    |                      |                      |
| 1912-1913 | Aristocrats de Victoria | PCHA    | 15                      | 5                       | 4                       | 9                       | 64                      | 3                | 2 | 0                    | 2                    | 0                    |                      |                      |
| 1913-1914 | Aristocrats de Victoria | PCHA    | 15                      | 9                       | 9                       | 18                      | 47                      | 3                | 2 | 0                    | 2                    | 0                    |                      |                      |
| 1914-1915 | Aristocrats de Victoria | PCHA    | 16                      | 4                       | 4                       | 8                       | 47                      | -                | - | -                    | -                    | -                    |                      |                      |
| 1915-1916 | Canadiens de Montréal   | ANH     | 16                      | 5                       | 1                       | 6                       | 43                      | 3                | 1 | 0                    | 1                    | 9                    |                      |                      |
| 1916-1917 | Canadiens de Montréal   | ANH     | 4                       | 0                       | 0                       | 0                       | 8                       | -                | - | -                    | -                    | -                    |                      |                      |
| 1916-1917 | Wanderers de Montréal   | ANH     | 9                       | 3                       | 0                       | 3                       | 8                       | -                | - | -                    | -                    | -                    |                      |                      |
|           |                         |         |                         |                         |                         |                         |                         |                  |   |                      |                      |                      |                      |                      |
| 1918-1919 | Aristocrats de Victoria | PCHA    | 1                       | 0                       | 0                       | 0                       | 0                       | -                | - | -                    | -                    | -                    |                      |                      |
| 1919-1920 | Crescents de Saskatoon  | N-SSHL  | 12                      | 4                       | 2                       | 6                       | 31                      | -                | - | -                    | -                    | -                    |                      |                      |
| 1920-1921 | Crescents de Saskatoon  | N-SSHL  |                         | 4                       | 1                       | 1                       | 2                       | 11               |   | 4                    | 0                    | 0                    | 0                    | 3                    |